# Atebubu

Atebubu är en ort i centrala Ghana. Den är huvudort för distriktet Atebubu-Amanten, och folkmängden uppgick till 36 997 invånare vid folkräkningen 2010.